# Cissus hexangularis
Cissus hexangularis är en vinväxtart som beskrevs av Thorel och Jules Émile Planchon. Cissus hexangularis ingår i släktet Cissus och familjen vinväxter. Inga underarter finns listade i Catalogue of Life.